# Карл Генрік Врангель
Карл Генрік Врангель (28 січня 1681, Хаапсалу, Шведське королівство — 23 березня 1755, Гальмстад, Шведське королівство) — шведський барон і фельдмаршал. Походив зі шведського роду Врангелів.

## Біографія
Карл Генрік Врангель почав служити у війську у віці 15 років. Він брав участь у кількох воєнних кампаніях короля Швеції Карла XII. Після цього Врангель був призначений капітаном лейбгвардії, а пізніше — підполковником драгунів Сканських маєтків.
Брав участь у Полтавській битві в ході Великої Північної війни між Московським царством та Швецією у 1709 році. Тоді ж був захоплений у полон московськими військами.
Після повернення у Швецію в 1722 році Врангель був призначений полковником у кавалерійському полку Уусімаа, а в 1727 — полковником піхотного полку Хямеенлінна. У 1729 році повернувся на попередню посаду, у 1732 році став генерал-майором, а в 1739 — полковником Скараборзького піхотного полку. Крім того, у 1732 Врангель став губернатором Остроботнійського повіту, але згодом був звільнений. Від посади губернатора Риксрода Врангель у 1739 році також відмовився, щоб «залишитися з армією та військовими».
На початку російсько-шведської війни 1741—1743 років керував чотиритисячною дивізією шведської армії у Фінляндії. У битві при Лаппеенранті в 1741 році Врангель став на захист міста Лаппеенранта фінські війська барона втекли, не дочекавшись підкріплення на чолі з бароном фон Будденброком. Після цього російські війська почали штурм Лаппеенранти, під час якого Врангель дістав вогнепальне поранення у праву руку. Після цієї битви Карл Генрік Врангель був вдруге захоплений у полон російськими військами.
Після повернення з полону у 1742 році Врангель дістав дорогоцінні подарунки від короля Фредеріка І. У 1743 році став генерал-лейтенантом, полковником полку Нерке-Вермланд та генералом. У 1754 році став фельдмаршалом.
Брав участь у придушенні Великого даларнського танка у 1743 році, безуспішно намагаючись своєю популярністю зупинити просування повстанців до Стокгольма.
Карл Генрік Врангель був шведським парламентарієм з партії «ковпаків», проте рідко брав участь у засіданнях.
У 1748 році він купив маєток у Сперлінгхолмі за межами Гальмстада у свого родича Георга Богіслава Стаеля фон Гольштейна. Він помер там у березні 1755 року. Мав трьох дітей.